# Чарльз Лендрі
Чарльз Лендрі (англ. Charles Landry: нар. 1 липня 1948) — британський урбаніст, фахівець з міського планування і розвитку міст, автор концепції креативного міста. Брав участь у розробці стратегій таких міст, як Більбао, Дублін, Амстердам, Лейпциг, Люблін тощо.

## Біографія

### Ранні роки
Чарльз Лендрі народився 1 липня 1948 року у Лондоні у сім'ї німецьких емігрантів, які втекли з Німеччини від нацистського режиму. Його батько Гаральд був філософом і фахівцем з Ніцше, а мати — художницею. Чарльз навчався у Німфенбурзькій гімназії в Мюнхені, Кілському університеті у Стаффордширі та університеті Джонса Гопкінса в Болоньї, де він був помічником лорда Роберта Скідельського. Його дисертація була присвячена проблемам постіндустріального суспільства.

### Кар'єра
У 1973—1974 роках Лендрі став помічником лорда Кеннета, колишнього міністра праці Великої Британії. З 1975 року працював у «Public Distribution Co-Op», яка займалася поширенням альтернативної літератури та засобів масової інформації. Паралельно він був спеціалістом книгорозповсюдження, зосереджуючи увагу на радикальних публікаціях.
У 1978 році заснував аналітично-консультативний видавничий центр «Comedia». Організація просувала культурні ресурси у сфері економіки. З 1978 по 1988 роки центр профінансував випуск близько 100 книг. У 1988 році видавництво продали компанії Routledge.
З 1986 року Чарльз Лендрі почав просувати концепцію «креативного міста». Написав низку книг із міського планування та стратегій розвитку міст. Брав участь у розробці стратегій таких міст, як Більбао, Дублін, Амстердам, Лейпциг, Люблін тощо. Здійснив приблизно 450 проектів у 35 країнах. Основний акцент у роботі — відродження міських територій через культуру. Ландрі є консультантом Світового банку.
Виступав з лекціями з креативного розвитку міст у багатьох містах світу — зокрема в Україні в Івано-Франківську (жовтень 2017) та Львові (березень 2018)